# 간트 차트

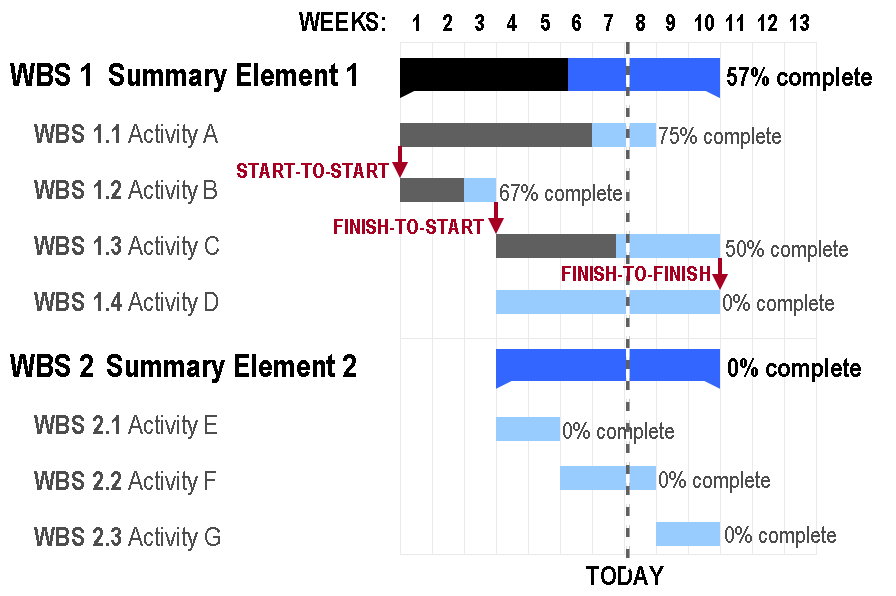
간트 차트의 예

간트 차트(Gantt chart)는 프로젝트 일정관리를 위한 바(bar)형태의 도구로서, 각 업무별로 일정의 시작과 끝을 그래픽으로 표시하여 전체 일정을 한눈에 볼 수 있다. 또한 각 업무(activities) 사이의 관계를 보여줄 수도 있다.

## 역사
최초의 간트 차트는 카롤 아다미키(Karol Adamiecki)가 하모노그램(Harmonogram)이라는 이름으로 고안하였다. 아다미키는 1931년까지 이것을 발표하지 않았기 때문에 결국 헨리 간트(Henry Gantt)의 이름이 붙게 되었다. 헨리 간트는 자신이 고안한 차트를 1919년 엔지니어링 매거진(The Engineering Magazine)에 "Work, Wages and Profit"이라는 제목으로 발표하였다.
1980년대에 들어서 개인용 컴퓨터를 써서 간트 차트를 쉽게 만들 수 있게 되었다. 이러한 응용 프로그램은 프로젝트 일정 관리에 주로 사용되었다. 1990년대 후반에서 2000년대까지 간트 차트는 협업 소프트웨어 등 웹 기반에서 가장 흔한 차트가 되었다.
현재는 간트 차트가 널리 쓰이는 기술이 되었지만, 처음 나왔을 때에는 획기적인 기술이었다. 헨리 간트를 기념하기 위해 경영·서비스 분야에 공헌한 이에게 헨리 로런스 간트 메달을 수여한다.

## 단점
1. 변화 또는 변경에 약하다.
2. 일정계획에 있어서 정밀성을 기대하기 어렵다.
3. 작업상호간의 유기적인 관계가 명확치 못하다.

## 같이 보기
- 퍼트